# NGC 768
NGC 768 ist eine Balken-Spiralgalaxie vom Hubble-Typ SB(r)bc im Sternbild Walfisch südlich des Himmelsäquators. Sie ist schätzungsweise 314 Millionen Lichtjahre von der Milchstraße entfernt und hat einen Durchmesser von etwa 155.000 Lichtjahren. Die Galaxie hat ein verzerrtes Aussehen, einen "Schwanz" an seinem südlichen Ende und ausgedehnte Sternentstehungsgebiete. Ihre nur 8.000 Lj. durchmessende Begleitgalaxie SDSS J015840.07+003.148,6 scheint gerade vom wesentlich größeren Objekt „verschlungen“ zu werden.
Des Weiteren bildet sie mit IC 1761 ein gravitativ gebundenes Galaxienpaar.
Entdeckt wurde die Galaxie am 2. Dezember 1885 vom US-amerikanischen Astronomen Lewis Swift.